# Hylyphantes geniculatus
Hylyphantes geniculatus är en spindelart som beskrevs av Tu och Li 2003. Hylyphantes geniculatus ingår i släktet Hylyphantes och familjen täckvävarspindlar. Inga underarter finns listade i Catalogue of Life.